# دار ثامر
دار ثامر هو قصر تونسي يقع في سيدي بوسعيد في ضواحي تونس العاصمة.

## التاريخ
كان هذا القصر الإقامة الصيفية للأمير محمود باي، قبل أن يتم بيعه لعائلة ثامر في منتصف القرن التاسع عشر، ومنذها يحمل اسم العائلة.